# Småtjärnarna (Piteå socken, Norrbotten, 726451-168613)
Småtjärnarna är en sjö i Piteå kommun i Norrbotten och ingår i Byskeälvens huvudavrinningsområde.